# 예정화
예정화(1988년 5월 23일~ )는 대한민국의 모델, 배우, 방송인이다. 2015년 MBC 예능 《마이 리틀 텔레비전》에 출연하면서 이름을 알리기 시작했다.

## 학력
- 동성초등학교(졸업)
- 동평여자중학교(졸업)
- 경원고등학교(졸업)
- 신라대학교 (중퇴)
- 동아대학교 관광경영학과(졸업)

## 생애
방송 활동 전에 이미 연기자로 데뷔했다. 2015년 SBS '소녀 연애사'로 데뷔하였고, 그 후 드라마 연애세포2, 두근두근 스파이크2, 오늘도 형제는 평화롭다에 출연하였고, 각종 방송, 영화 등에 출연하였다.
예정화의 데뷔작 SBS ‘소녀 연애사’는 지상에서 가장 순진한 소녀들의 좌충우돌 연애초보담을 유쾌하게 그려낸 웹드라마로, 그는 극 중 주연으로 출연하여 다양한 매력을 선보이며 대중들에게 눈도장을 찍었다.
드라마 ‘소녀 연애사’를 이어 그는 영화 범죄도시에 특별출연하여 자연스러운 연기로 호평을 받으며 스크린 데뷔도 성공적으로 마쳤다.

## 모델 겸 엔터테이너
2015년 MBC ‘마이 리틀 텔레비전’으로 시작하여, MBC ‘나혼자 산다’ 등에 출연해 배우와는 또 다른 면모를 선보였으며, OBS ‘뷰티STAR그램’, SBSplus ‘날씬한 도시락2’, 네이버TV ‘무역왕의 비밀코드 1380’ 등의 프로그램에서는 MC로 활약하기도 하였다.

## 출연 작품

### 영화
| 연도 | 제목                    | 역할       | 활동             | 관객수 |
| ---- | ----------------------- | ---------- | ---------------- | ------ |
| 2019 | 단편영화 THE PROFESSION |            | 각본, 감독, 주연 |        |
| 2018 | 원더풀 고스트           | 미녀행인   | 특별출연         |        |
| 2017 | 범죄도시                | 공항책임자 | 특별출연         |        |

### 드라마
| 연도 | 방송사   | 제목                   | 배역   | 활동         |
| ---- | -------- | ---------------------- | ------ | ------------ |
| 2017 | 웹드라마 | 오늘도 형제는 평화롭다 |        |              |
| 2016 | 웹드라마 | 두근두근 스파이크      |        |              |
| 2015 | 웹드라마 | 연애세포2              |        |              |
| 2015 | 웹드라마 | 소녀 연애사            | 예정화 | 주연, 데뷔작 |

### TV SHOW
| 연도      | 방송사   | 제목                   | 비고 |
| --------- | -------- | ---------------------- | ---- |
| 2017      | 네이버TV | 무역왕의 비밀코드 1380 | MC   |
| 2015~2016 | SBS plus | 날씬한 도시락2         | MC   |
| 2015~2016 | OBS      | 뷰티STAR그램           | MC   |
| 2015      | MBC      | 나혼자 산다            |      |
| 2015      | MBC      | 마이 리틀 텔레비전     |      |

## 광고
| 연도 | 제목           |
| ---- | -------------- |
| 2019 | 에스리본       |
| 2017 | 고디바 초콜릿  |
| 2016 | 벨롭아쿠아슈즈 |
| 2016 | 베네피트       |
| 2016 | 넷마블         |
| 2015 | LG U+          |
| 2015 | 데상트         |
| 2015 | HERA           |
| 2015 | 서든어택       |